# Tamila Abásova
Tamila Rashídovna Abásova (en ruso: Тамилла Рашидовна Абасова; Moscú, 9 de diciembre de 1982) es una deportista rusa que compitió en ciclismo en la modalidad de pista, especialista en la prueba de velocidad individual.
Participó en los Juegos Olímpicos de Atenas 2004, obteniendo una medalla de plata en la prueba de velocidad individual. Ganó una medalla de plata en el Campeonato Mundial de Ciclismo en Pista de 2005, en la misma prueba.

## Medallero internacional
| Juegos Olímpicos   | Juegos Olímpicos              | Juegos Olímpicos | Juegos Olímpicos     |
| Año                | Lugar                         | Medalla          | Competición          |
| ------------------ | ----------------------------- | ---------------- | -------------------- |
| 2004               | Atenas ( Grecia)              | Medalla de plata | Velocidad individual |
| Campeonato Mundial |                               |                  |                      |
| Año                | Lugar                         | Medalla          | Competición          |
| 2005               | Los Ángeles ( Estados Unidos) | Medalla de plata | Velocidad individual |